# Lorne Currie
Lorne Campbell Currie (Le Havre, Sena Marítim, 25 d'abril de 1871 - Le Havre, 21 de juny de 1926) va ser un regatista britànic, que va competir a cavall del segle xix i el segle xx.
El 1900 va prendre part en els Jocs Olímpics de París on participà en tres proves del programa de vela. Guanyà dues medalles d'or, en la modalitat de classe oberta i en la primera cursa de la modalitat de ½ a 1 tona, junt a John Gretton, Linton Hope i Algernon Maudslay, mentre en la segona cursa de ½ a 1 tona fou quart.